# لاميون صوفي الرأس
لاميون صوفي الرأس (الاسم العلمي:Lamium eriocephalum) هو نوع من النباتات يتبع جنس اللاميون من الفصيلة الشفوية     .	